# Strongylacidon stelliderma
Strongylacidon stelliderma är en svampdjursart som först beskrevs av Carter 1886.  Strongylacidon stelliderma ingår i släktet Strongylacidon och familjen Chondropsidae. Inga underarter finns listade i Catalogue of Life.